# Erick (Oklahoma)
Pour les articles homonymes, voir Eric (homonymie).
Erick est une ville du comté de Beckham en Oklahoma.
Sa population était de 1 052 habitants en 2010.
La ville a bénéficié de l'activité liée à l'U.S. Route 66.
On trouve dans la ville plusieurs musées: le « 100th Meridian Museum » et le « Roger Miller Museum ».
Le chanteur, musicien, auteur-compositeur et acteur Shelby Fredrick "Sheb" Wooley naît le 10 avril 1921 à Éric. C'est probablement lui qui a enregistré le Cri Wilhelm utilisé dans de nombreux films.